# Terchová
Terchová je obec na Slovensku ležící v okrese Žilina asi 25 kilometrů východně od Žiliny. Žije v ní přibližně 3 900 obyvatel. Je turistickým centrem Malé Fatry. Na území obce jsou národní přírodní rezervace Veľká Bránica, Rozsutec,  Tiesňavy, Chleb a horský masív Boboty. Obec je rodištěm zbojníka Juraje Jánošíka, který se narodil v osadě Janošíkovci a kterému je věnováno místní muzeum. Katastr obce leží částečně v národním parku Malá Fatra a chráněné krajinné oblasti Kysuce. 

## Historie
První písemná zmínka o obci v roce 1580 a je spojována s tzv. valašskou kolonizací, přesto se lze domnívat, že toto území bylo osídleno již dříve.
Během druhé světové války byla obec při ústupu fašistických vojsk ve dnech 8.–9. dubna 1945 vypálená.

## Přírodní poměry
Obec se nachází mezi Krivánskou Fatrou a Kysuckou vrchovinou na severu Žilinské kotliny. Středem obce protéká říčka Varínka, která tvoří vstup do Vrátné doliny. V obci je až 68 osad. Sousedními obcemi jsou Nová Bystrica na severu, Zázrivá na východě, Šútovo a Turany na jihovýchodě, Belá na západě a Lutiše na severozápadě. Obec leží od hlavního města Bratislavy 224 km a od krajského a zároveň okresního města  Žiliny 24,6 km.
Do správního území zasahuje část národního parku Malá Fatra a chráněné krajinné oblasti Kysuce. Leží v něm chráněný areál Hate, přírodní rezervace Zajačkova lúka a části národních přírodních rezervací Chleb, Rozsutec, Tiesňavy a Veľká Bránica.

## Doprava
Obci prochází Silnice II/583. V obci se nachází 27 autobusových zastávek.

## Pamětihodnosti
- kostel Sv. Cyrila a Metoděje – postavený v letech 1942–1949, když už farnosti nepostačoval původní kostel sv. Martina
- dřevěný betlém – pohyblivý betlém trvale umístěný v kostele
- dům Juraje Jánošíka - rodný dům s expozici o něm a jeho rodině
- Jánošíkova socha – postavená v roce 1988 k 300. výročí jeho narození
- Terchovské srdce – rozhledna postavená nad obcí v roce 2015
- Jánošíkove diery – soustava soutěsek, přístupná po značených atraktivních stezkách s žebříky, řetězy a lávkami – tzv. zajištěnou cestou
- Křížová cesta – postavena ze skla a kamene vedoucí na vrch Oravcové

## Rodáci
- Juraj Jánošík (1688–1713), slovenský zbojník
- Adam František Kollár (1718–1783), osvícenský učenec, historik, pedagog a knihovník dvorní knihovny ve Vídni.
- Jozef Stašo (1903–1951), slovenský římskokatolický kněz a salesián
- Koloman Kolomi Geraldini (1908–1994), slovenský básník, literární překladatel a kritik

## Ocenění
V roce 2020 udělil ministr obrany Slovenské republiky Peter Gajdoš obci Terchová „Pamětní medaili k 75. výročí Slovenského národního povstání a ukončení druhé světové války“ jako obci vypálené během druhé světové války.

## Fotogalerie

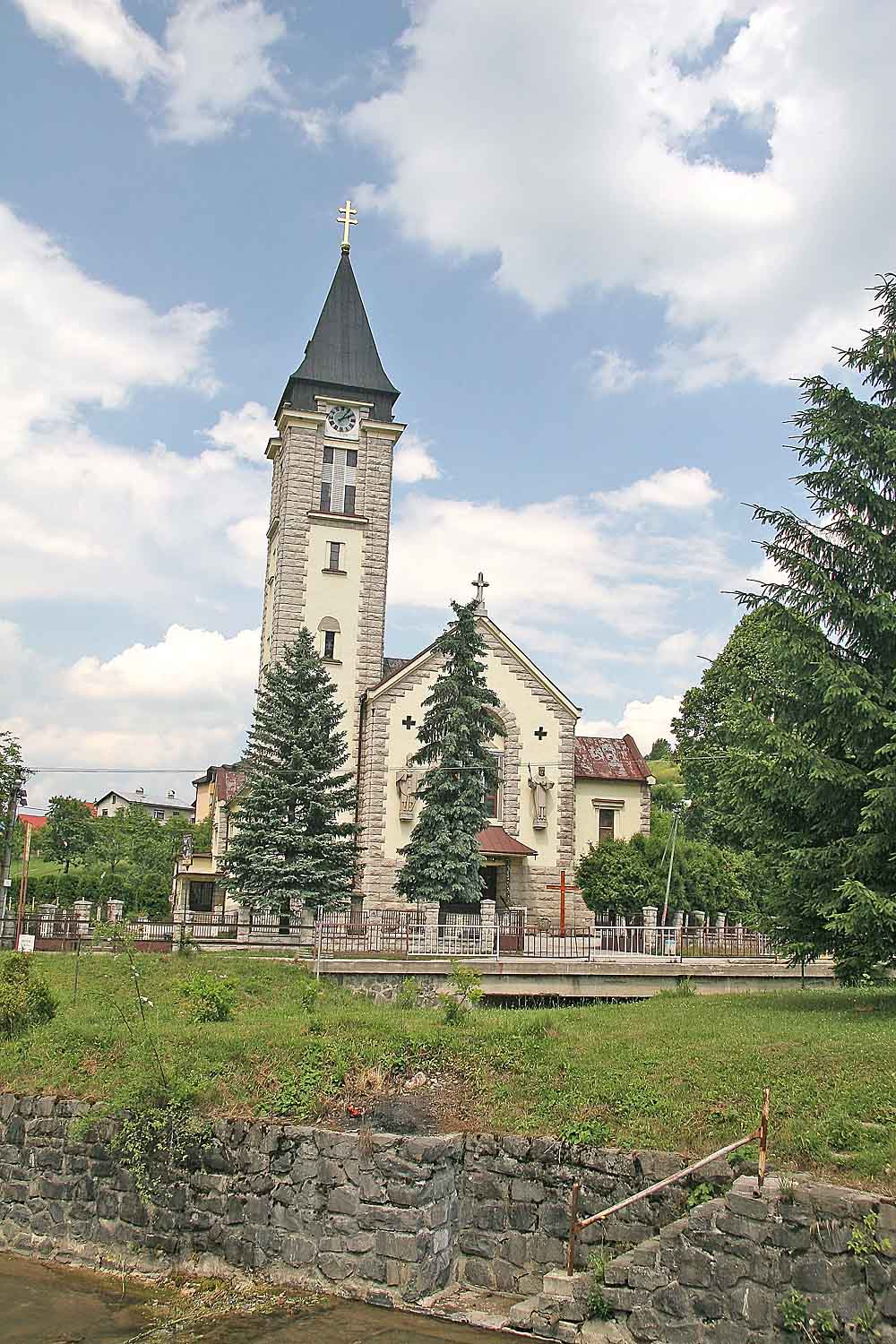
Kostel Sv. Cyrila a Metoděje
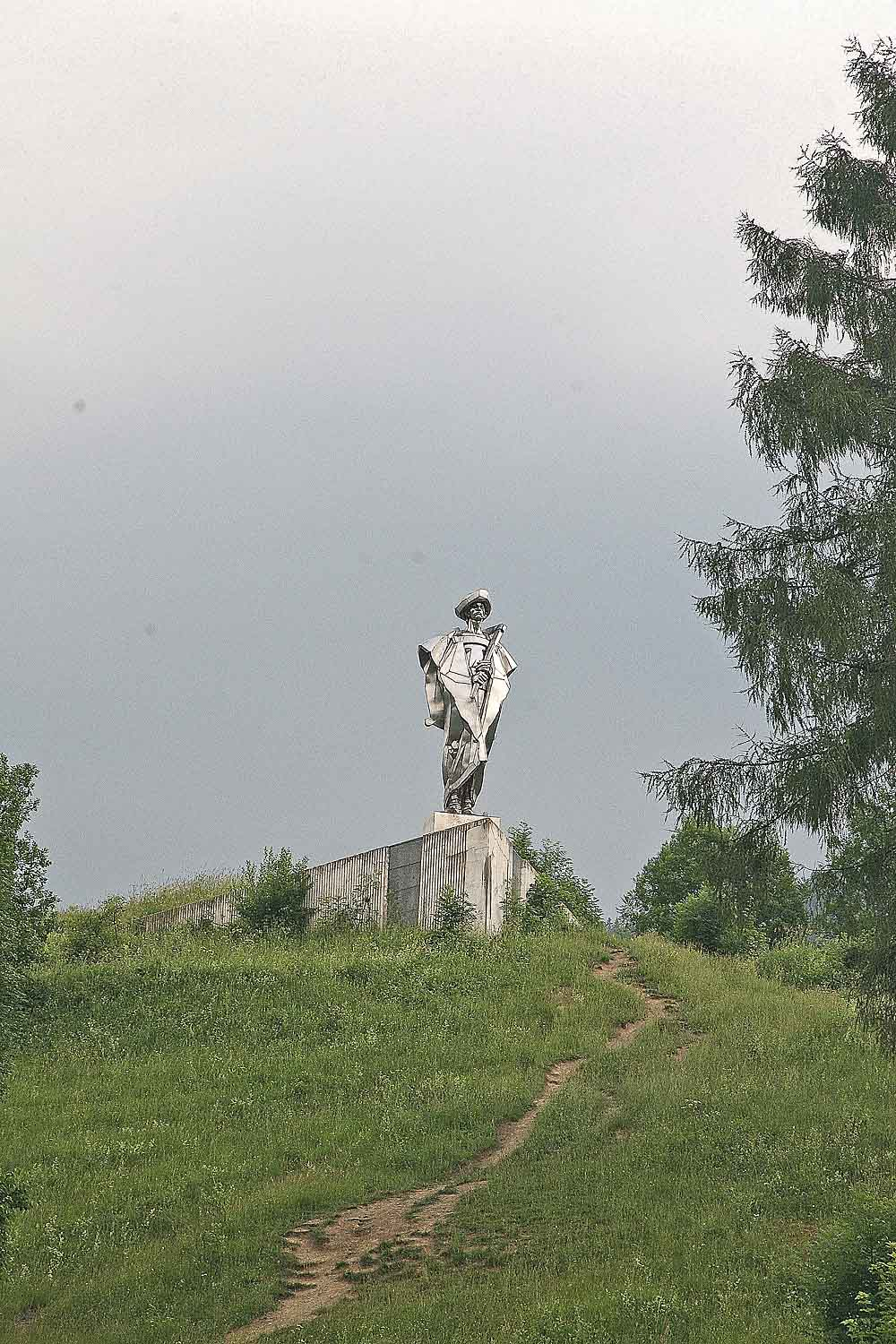
Socha Jánošíka v Terchové
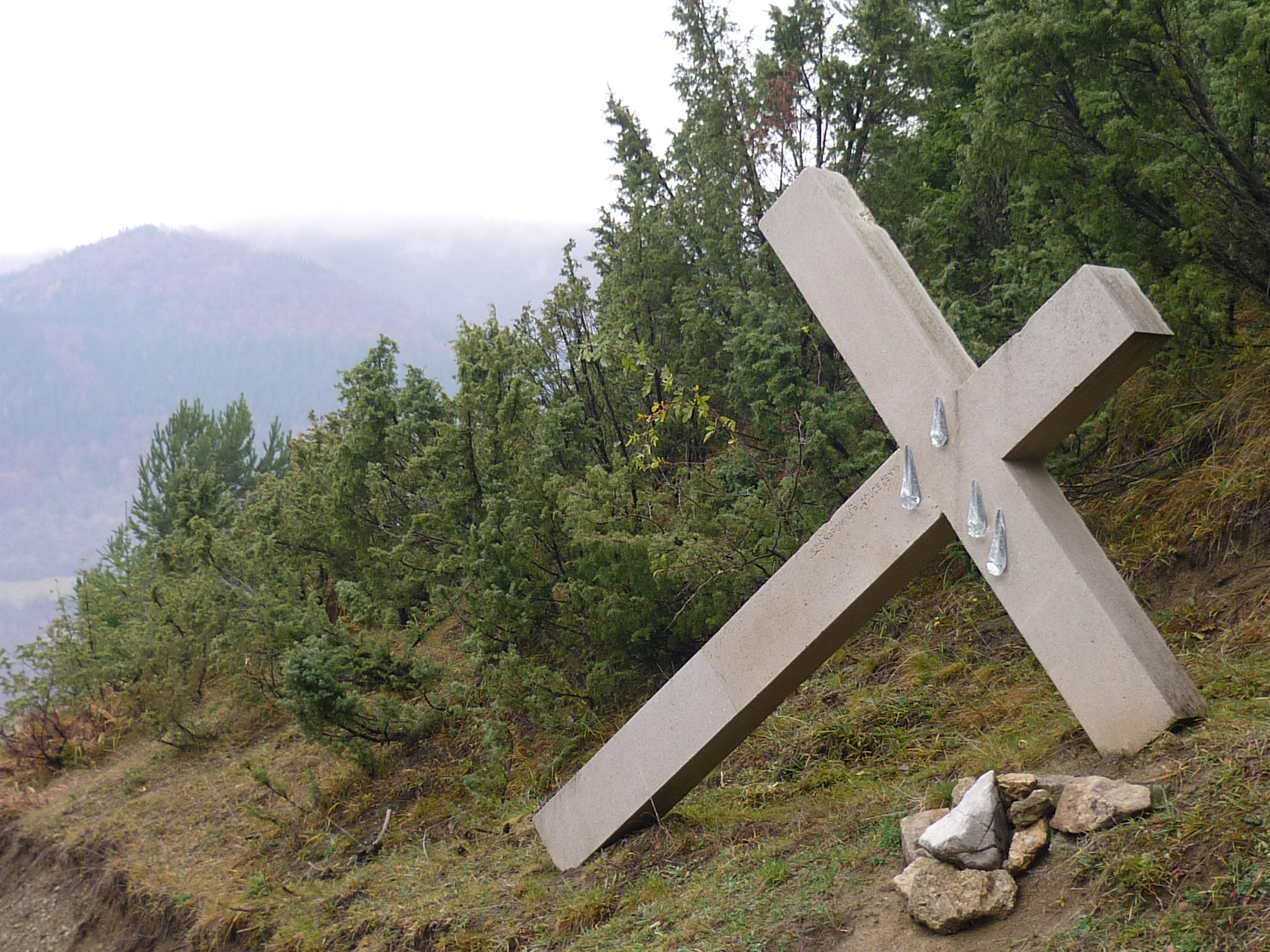
8. zastavení křížové cesty nad vesnicí
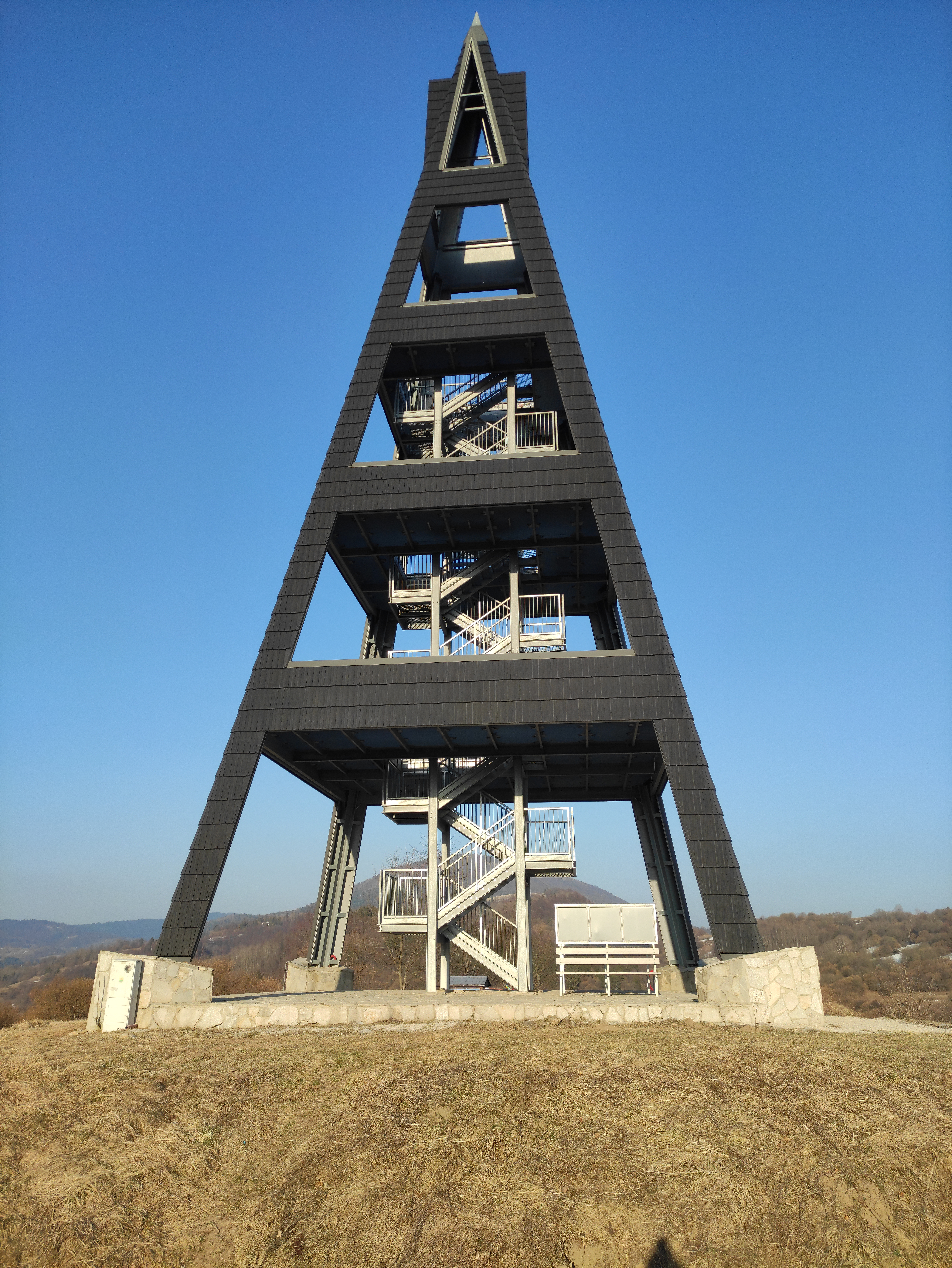
Rozhledna Terchovské Srdce
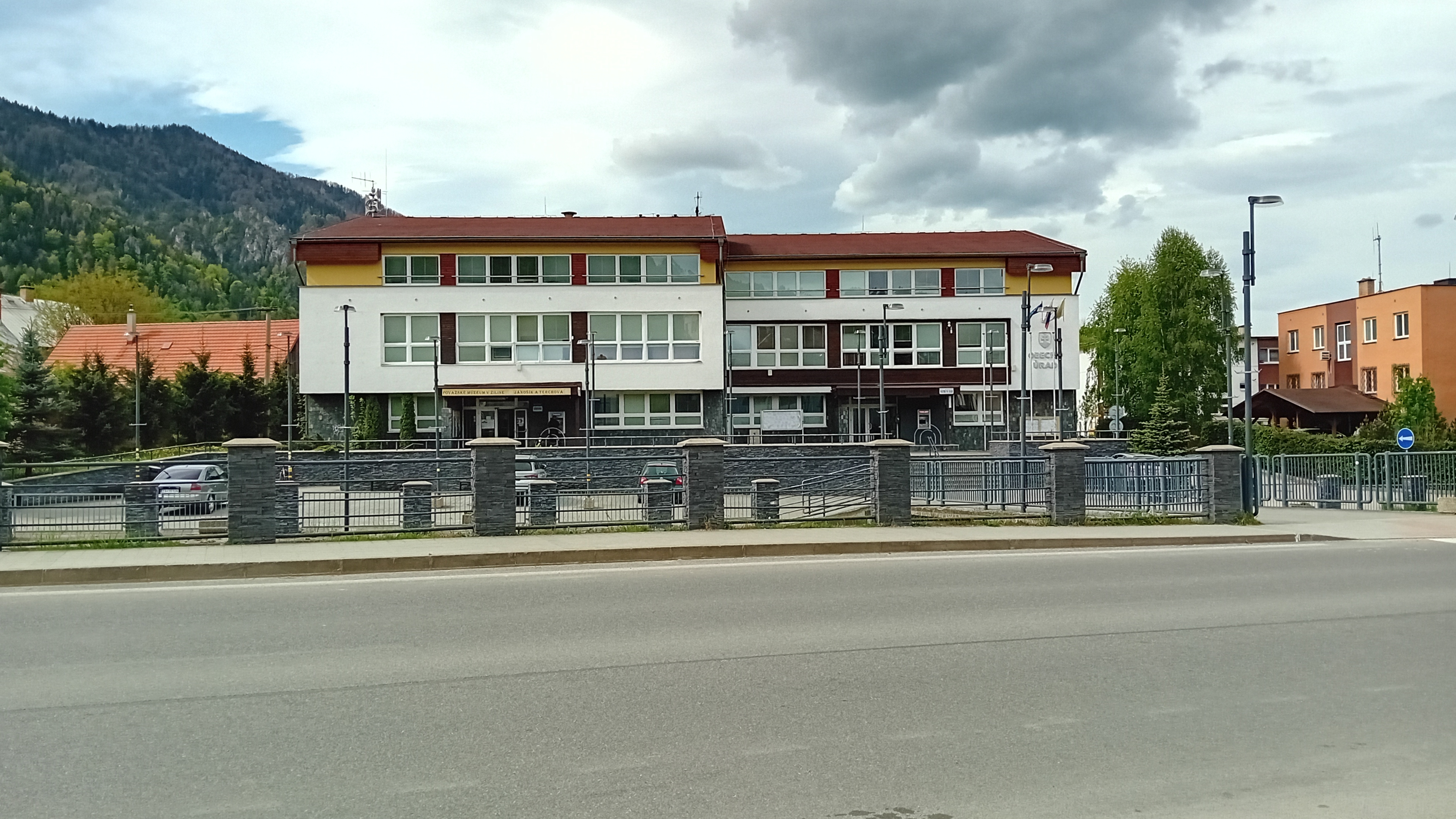
centrum obce